# ماركوس تريسي
ماركوس تريسي (بالإنجليزية: Marcus Tracy)‏ (2 أكتوبر 1986 في الولايات المتحدة - ) هو لاعب كرة قدم أمريكي في مركز الهجوم. لعب مع سان خوسيه إيرثكويكس ونادي أوبه وSalem City FC ‏ والبورك بولدسبيلكلوب ‏.

## وصلات خارجية
- ماركوس تريسي على موقع الدوري الأمريكي (الإنجليزية)
- ماركوس تريسي على موقع قاعدة بيانات كرة القدم.إي يو (الإنجليزية)
- ماركوس تريسي على موقع Soccerway.com (الإنجليزية)
- ماركوس تريسي على موقع عالم كرة القدم.نت (الإنجليزية)